# Ageismus
Ageismus [ejdžizmus][zdroj⁠?!] (anglicky ageism, původem v anglickém age = věk) je proces stereotypizování a diskriminace jednotlivců či skupiny lidí na základě jejich věku. Tento proces může být náhodný nebo systematický.
Ačkoli je termín využíván k popisu předsudků a diskriminaci dětí a adolescentů (tzv. adultismus), ať už v podobě ignorování jejich nápadů z důvodu nízkého věku, nebo předpokládání, že by se měli chovat určitým způsobem s ohledem na jejich věk, je tento pojem používán především ve vztahu k zacházení se staršími lidmi. Termín tedy hlavně zastupuje roli společenského předsudku vůči stáří. Kromě toho bylo poukázáno na to, že projevy ageismu se neobjevují pouze vně provázané skupiny starších lidí, ale zároveň probíhají v rámci stigmatizované skupiny samotné.
Socioložka Lucie Vidovićová se ve své knize z roku 2008 „Stárnutí, věk a diskriminace – nové souvislosti“ zamýšlí nad problematikou definice ageismu, jejíž podstata se během posledních 50 let (k roku 2016) neustále měnila. Nakonec na základě získaných poznatků o tomto fenoménu navrhla následující definici: „Ageismus je ideologie založená na sdíleném přesvědčení o kvalitativní nerovnosti jednotlivých fází lidského životního cyklu, manifestovaná skrze proces systematické, symbolické i reálné stereotypizace a diskriminace osob a skupin na základě jejich chronologického věku a/nebo na základě jejich příslušnosti k určité kohortě/generaci.“
Posuzování stáří by nemělo být pouze záležitostí reálného věku, ale měl by být brán zřetel především na určitá subjektivní kritéria. Přece jenom "je nám tolik, na kolik se cítíme". Přehled možných měřítek pro určování věku, o němž bychom mohli říct, že se jedná o stáří, uvádí Křivohlavý (2011).
Kritéria mohou být:[zdroj⁠?!]
- chronologický věk,
- biologický stav organismu,
- psychické zdraví,
- kognitivní výkonnost,
- sociální kompetence a produktivita,
- kvalita sebeovládání,
- spokojenost se životem.

## Definice
První českou sociologickou definicí je:[zdroj⁠?!] „Ageismus – neboli věková diskriminace je ideologie založená na sdíleném přesvědčení o kvalitativní nerovnosti jednotlivých fází lidského životního cyklu. Projevuje se skrze proces systematické, symbolické i reálné stereotypizace a diskriminace osob a skupin na základě jejich chronologického věku a/nebo na jejich příslušnosti k určité generaci.“
Pojem bývá často označován jako „věková diskriminace“ nebo „diskriminace na základě věku“. I když se termín ageismus jako jeden z významnějších pojmů v sociálně-politické praxi vyskytuje poměrně dlouhou dobu, přesto, jak uvádí Vidovićová: „Doposud nebylo dosaženo jedné konsenzuální definice, která by pokrývala celou šíři tohoto dynamického jevu a zároveň pomohla stanovit jeho praktické hranice.“

## Historie
Anglický ekvivalent ageism poprvé použil Robert Neil Butler ve svém projevu v roce 1968 při debatě o bytové politice v americkém státě Columbia[kde?] a v roce 1979 byl „ageism“ poprvé zahrnut do slovníku „The American Heritage Dictionary of the English Language“. Robert Neil Butler tento termín použil ve vztahu ke starším lidem. Do dnešní doby se však rozšířil na všechny věkové skupiny, ale stále bývá interpretován právě jako vyřazování starších lidí z běžného života.

## Zdroje ageismu
Zdroje ageismu je možné rozdělit na tři skupiny:
- individuální,
- kulturní,
- sociální.[12]

Jako individuální zdroje můžeme chápat např. strach ze smrti a stárnutí, frustrace, či agrese. Stárnutí a smrti se lidé přirozeně bojí a zdrojem tohoto strachu může být neznalost o procesu biologického stárnutí. Dalším individuálním zdrojem jsou určité povahové vlastnosti člověka. Podle výsledků výzkumu jsou přívětiví, otevření a empatičtí lidé tolerantnější k starším generacím a naopak větší sklon k ageismu mají lidé neurotičtí a povýšení.
Mezi kulturní zdroje ageismu řadíme různé faktory. Jedním z nich jsou hodnotové systémy společnosti a generační rozdíly hodnot. Dnešní starší generace vyrůstala v jiném prostředí a době, a tak si osvojili jiné hodnoty než má dnešní mládež. Z tohoto důvodu roste možnost nepochopení obou generací a vznik mezigeneračních konfliktů. S tím souvisí další aspekt, že každá kultura má své ideje a hodnoty, které předává z generace na generaci. Jako příklad lze uvést např. odlišné chápání stáří v Japonsku a České republice. V Japonsku jsou staří lidé velmi uctíváni a šedé vlasy a vrásky jsou naopak symbolem stáří. Dalším faktorem je dnešní nevhodný pohled na stáří. Podle Vidovićové „etapa stáří dnes často získává negativní image něčeho statického a zbytečného.“ Vliv na dnešní chápání stáří mají mimo jiné i média, a to tím, jakým způsobem společnost o seniorech informují. Často je dnes upřednostňována mladší generace, protože je výkonnější a umí zacházet s novými technologiemi, které se rozvinuly během posledních let.
Mezi sociální zdroje ageismu patří stereotypizace a předsudky, které se vážou k určitým věkovým kategoriím, a to hlavně ke starším generacím. Člověka se šedými vlasy a vráskami podle zažitých stereotypů bude společnost považovat za seniora, přitom ale jeho vzhled může být způsoben jinými hledisky, např. prodělanou nemocí nebo nedostatečnou péčí o zevnějšek. K tomu se váže také selektivní vnímání dnešní společnosti. Např. když dojde k dopravní nehodě a způsobí ji řidič ze starší skupiny obyvatel, vyvolá to větší pochybnosti a diskuzi, než kdyby auto řídil řidič středního věku – a to např. jestli jsou lidé od určitého věku způsobilí bezpečně řídit. Možnou příčinou snižování statusu starších lidí může být přechod z preindustriální éry na industriální ve spojení se zvyšováním počtu seniorů v rozvinuté společnosti. Starší generace tak ztrácí společenskou prestiž, což je také ovlivněno rozvojem technologií a automatizace, ve kterých senioři zaostávají. Další zdroj ageismu se váže k modernizaci společnosti. Mezi mladými lidmi se v posledních letech vytvořila vlivem zlepšení vzdělávání velká skupina vzdělaných a sečtělých, a tudíž se role starších lidí jako primárního zdroje vědění zmenšila.

## Projevy ageismu
Ageismus se projevuje ve všech sférách společnosti. Věková diskriminace probíhá jak na osobní, tak na institucionální úrovni. Nejvíce je viditelná ve dvou sférách - na trhu práce a ve zdravotnictví.
Co se týká trhu práce, tak v České republice je ze zákona věková diskriminace (tedy méně příznivé zacházení na základě věku než s jinou osobou ve srovnatelné situaci) zakázána, zákoník práce, zákon o zaměstnanosti a antidiskriminační zákon vymezují rovné právo na zaměstnání. Přesto se diskriminace na trhu práce objevuje, jen se stala více skrytou. Zaměstnavatelé uvádějí požadavky nepřímo spjaté s mládím (flexibilita, kreativita, mladý kolektiv…). Stereotypně jsou starší lidé považováni za méně výkonné a hůře adaptabilní, kdežto mladí lidé naopak za výkonnější, ale často u nich chybí požadovaná praxe. Podle výzkumů až třetina Čechů u sebe nebo svých blízkých zažila z vlastní zkušenosti ztrátu zaměstnání kvůli vyššímu věku. Mimo jiné další třetina dotázaných uvedla, že měla zkušenost s nepřijetím do zaměstnání kvůli vysokému věku. Tato věková diskriminace vede u starších lidí ke ztrátě sebevědomí, nechuti se znovu zapojit na trh práce nebo ke znejistění v osobním i profesním životě.
Další sférou, kde se setkáváme s věkovou diskriminací vůči starším lidem, je zdravotnictví. Lékaři často přisuzují problémy u starších pacientů jejich věku, nikoliv jejich skutečné nemoci, a často takového pacienta dále neléčí. Výzkumy dokazují, že u mladších lidí je větší pravděpodobnost, že jim bude poskytnuto kontrolní rentgenové vyšetření při podezření na rakovinu než u lidí starších. To následně vede k tomu, že se u seniorů rakovina často nepodchytí v raném stadiu.